# Theophil Becker
Georg Gustav Theophil Becker (* 10. Juni 1872 in Michelstadt; † 25. Januar 1933 in Darmstadt) war ein deutscher Militärarzt, Neurologe und Psychiater. Er erlangte eine gewisse Bekanntheit mit seinen beiden Lehrbüchern Einführung in die Neurologie und Einführung in die Psychiatrie.

## Leben und Wirken
Theophil Becker studierte unter anderem in Jena Medizin und spezialisierte sich unter Theodor Ziehen auf neurologische und psychiatrische Erkrankungen, insbesondere auch in einem militärischen Kontext.
Er wirkte einige Jahre an der Nervenklinik der Universität Gießen unter Robert Sommer, auch als Dozent für Psychiatrie. Als solcher bemerkte er, dass allgemein Medizinstudenten zu wenig über psychiatrische Krankheiten wussten und dass vor allem die meisten Lehrbücher viel zu speziell und ausführlich waren. Dies bewog ihn, die wichtigsten Differentialdiagnosen psychischer Erkrankungen in einem kurzen Lehrbuch zusammenzufassen, mit dem er dann 1896 erstmals herauskam und das bis 1908 immerhin vier Auflagen erlebte.
Neben Psychiatrie und Neurologie hegte Becker ein besonderes Interesse für Militärmedizin. So promovierte er 1894 über Psychosen beim Militär an der Universität Berlin und trat dann auch als Neurologe und Psychiater in den militärärztlichen Dienst ein.
Zwischen 1901 und 1905 war er Stabsarzt und Leitender Arzt der Nervenabteilung des Militärlazaretts in Straßburg. Während dieser Zeit unternahm er eine größer angelegte Studie über den angeborenen Schwachsinn und seine Beziehungen zum Militärdienst, für die er selbst 200 Fälle von psychisch und Nervenkranken des Straßburger Lazaretts, dazu 100 von angeborenem Schwachsinn, beitrug sowie mit zahlreichen Kollegen in anderen Lazaretten und anderen Armeen beitrug. Die Studie erschien 1910 in der militärmedizinischen Bibliothek von Coler sowie ein Jahr später auch auf Russisch als Beilage zur russischen "Militärmedizinischen Zeitschrift" (Voenno-medicinskij žurnal).
Zwischen 1908/09 und 1914 war er Leiter der Station für Nerven- und Geisteskranke des Garnisonlazaretts I in Metz und trat mit mehreren Vorträge in der Metzer militärärztlichen Gesellschaft in Erscheinung. Zuletzt wirkte Becker als Generaloberarzt und Oberregierungsmedizinalrat am militärischen Versorgungskrankenhaus Darmstadt.

## Arbeiten
- Ueber Psychosen beim Militär. Medizinische Dissertation, Universität Berlin 1894
- Einführung in die Psychiatrie : Mit spezieller Berüchsichtigung der Differentialdiagnose der einzelnen Geisteskrankheiten. Leipzig : G. Thieme
  - 1. Aufl. 1896 SUB Hamburg
  - 2. verm. und veränderte Aufl. 1899 Digitalisat auf Internet Archive
  - 3., verm. Aufl. 1902
  - 4. verm. und veränderte Aufl. 1908 Digitalisat auf Internet Archive

- Einführung in die Neurologie. Leipzig : G. Thieme 1910 Digitalisat auf Internet Archive
- Der angeborene Schwachsinn in seinen Beziehungen zum Militärdienst: für Sanitätsoffiziere, Militärgerichtsbeamte, Gerichtsoffiziere und Truppenbefehlshaber (Bibliothek von Coler - Sammlung von Werken aus dem Bereiche der medicinischen Wissenschaften mit besonderer Berücksichtigung der militärmedicinischen Gebiete, herausgegeben von Generalstabsarzt Otto von Schjerning, Band 27). Berlin : August Hirschwald 1910
  - diese erschien auf Russisch als Beilage zur "Militärmedizinischen Zeitschrift" (Voenno-medicinskij žurnal) unter dem Titel Vroždennoe slaboumie i ego otnošenie k voennoj službe (1911)
- Forensische Psychiatrie in der Armee. Deutsche Medizinische Wochenschrift 36.1910, S. 761–763
- Aus der Praxis der Begutachtung von Alkoholdelikten. Deutsche militärärztliche Zeitschrift 41.1912, S. 401–418
- Über Epilepsie und ihre forensische Bedeutung. Deutsche militärärztliche Zeitschrift 42.1913, S. 881
- Zur Diagnose paranoischer Zustände. Münchener medizinische Wochenschrift Band 61.1914, S. 637–642
- Über das psychogene Moment bei Bewegungsstörungen. Zeitschrift für ärztlich-soziales Versorgungswesen 1.1921/22, S. 400–408
- Fehldiagnosen durch Überbewertung katatonischer Symptome. Zeitschrift für die gesamte Neurologie und Psychiatrie 94.1925 (Festschrift Robert Sommer), S. 248–253